# Cité universitaire de Caracas
La Cité universitaire de Caracas (Ciudad Universitaria de Caracas) est le principal campus de l'université centrale du Venezuela. Il a été conçu par l'architecte Carlos Raúl Villanueva, et a été inscrit sur la liste du patrimoine mondial en 2000. La Ciudad Universitaria de Caracas est considérée comme un chef-d'œuvre d'architecture et d'urbanisme.